# A Klase 1950
L'edizione 1950 del A Klase fu la sesta come campionato della Repubblica Socialista Sovietica Lituana; il titolo fu vinto dall'Inkaras Kaunas, giunto al suo 1º titolo.

## Formula
Il campionato fu diviso nuovamente in due fasi: la prima fase prevedeva due gironi, entrambi con otto squadre, per un totale di 16 squadre (una in più della stagione precedente con l'arrivo del FSK Kaunas). In entrambi i gironi si disputarono gare di sola andata per un totale di 7 partite per squadra.
Nella seconda fase le squadre furono disputati due gironi: il girone per il titolo prevedeva con gare di andata e ritorno, per un totale di 14 turni; il girone salvezza, invece, prevedeva gare di sola andata per un totale di 7 incontri per squadra. Al girone per il titolo parteciparono le squadre classificate ai primi 4 posti di ciascun girone della prima fase, al girone per la salvezza le ultime quattro.
Venivano retrocesse le ultime cinque classificate del girone per la salvezza.

## Prima fase

### Girone 1

#### Classifica finale
| Pos. | Squadra                      | Pt | G | V | N | P | GF | GS | DR  |
| ---- | ---------------------------- | -- | - | - | - | - | -- | -- | --- |
| 1.   | Žalgiris Kybartai            | 13 | 7 | 6 | 1 | 0 | 36 | 12 | +24 |
| 2.   | Elnias Šiauliai              | 12 | 7 | 6 | 0 | 1 | 29 | 5  | +24 |
| 3.   | Audiniai Kaunas              | 8  | 7 | 4 | 0 | 3 | 26 | 18 | +12 |
| 4.   | Žalgiris Panevėžys           | 8  | 7 | 3 | 2 | 2 | 15 | 16 | -1  |
| 5.   | Spartak-2 Vilnius            | 6  | 7 | 3 | 0 | 4 | 16 | 16 | +0  |
| 6.   | Žalgiris Ukmergė             | 5  | 7 | 2 | 1 | 4 | 10 | 27 | -17 |
| 7.   | Cukraus fabrikas Marijampolė | 4  | 7 | 1 | 2 | 4 | 13 | 16 | -3  |
| 8.   | Žalgiris Tauragė             | 0  | 7 | 0 | 0 | 7 | 8  | 43 | -35 |

#### Verdetti
- Qualificate al Girone per il titolo: Žalgiris Kybartai, Elnias Šiauliai, Audiniai Kaunas e Žalgiris Panevėžys
- Qualificate al Girone salvezza: Spartakas-2 Vilnius, Cukraus fabrikas Marijampolė, Žalgiris Ukmergė  e Žalgiris Tauragė

### Girone 2

#### Classifica finale
| Pos. | Squadra          | Pt | G | V | N | P | GF | GS | DR  |
| ---- | ---------------- | -- | - | - | - | - | -- | -- | --- |
| 1.   | Inkaras Kaunas   | 14 | 7 | 7 | 0 | 0 | 35 | 3  | +32 |
| 2.   | FSK Kaunas       | 9  | 7 | 4 | 1 | 2 | 11 | 12 | -1  |
| 3.   | Audra Klaipėda   | 8  | 7 | 4 | 0 | 3 | 21 | 13 | +8  |
| 4.   | Dinamo Utena     | 8  | 7 | 4 | 0 | 3 | 16 | 12 | +4  |
| 5.   | Dinamo Vilnius   | 6  | 7 | 2 | 2 | 3 | 13 | 18 | -5  |
| 6.   | ASK Kaunas       | 4  | 7 | 2 | 0 | 5 | 12 | 17 | -5  |
| 7.   | Spartakas Plungė | 4  | 7 | 1 | 2 | 4 | 12 | 20 | -8  |
| 8.   | Spartakas Kaunas | 3  | 7 | 1 | 1 | 5 | 4  | 29 | -25 |

#### Verdetti
- Qualificate al Girone per il titolo: Inkaras Kaunas, FSK Kaunas, Audra Klaipėda e Dinamo Utena
- Qualificate al Girone salvezza: Dinamo Vilnius, ASK Kaunas, Spartakas Plungė e Spartakas Kaunas

## Seconda fase

### Girone per il titolo
|                        | Pos. | Squadra            | Pt | G  | V  | N | P  | GF | GS | DR  |
| ---------------------- | ---- | ------------------ | -- | -- | -- | - | -- | -- | -- | --- |
| RSS Lituana (bandiera) | 1.   | Inkaras Kaunas     | 26 | 14 | 13 | 0 | 1  | 61 | 10 | +51 |
|                        | 2.   | Elnias Šiauliai    | 24 | 14 | 12 | 0 | 2  | 58 | 10 | +48 |
|                        | 3.   | Audra Klaipėda     | 14 | 14 | 7  | 0 | 7  | 24 | 41 | -17 |
|                        | 4.   | FSK Kaunas         | 12 | 14 | 5  | 2 | 7  | 37 | 48 | -11 |
|                        | 5.   | Žalgiris Kybartai  | 12 | 14 | 6  | 0 | 8  | 21 | 48 | -27 |
|                        | 6.   | Dinamo Utena       | 10 | 14 | 5  | 0 | 9  | 28 | 28 | +0  |
|                        | 7.   | Audiniai Kaunas    | 10 | 14 | 4  | 2 | 8  | 30 | 40 | -10 |
|                        | 8.   | Žalgiris Panevėžys | 4  | 14 | 1  | 2 | 11 | 21 | 55 | -34 |

### Girone salvezza
|  | Pos. | Squadra                      | Pt | G | V | N | P | GF | GS | DR  |
|  | ---- | ---------------------------- | -- | - | - | - | - | -- | -- | --- |
|  | 9.   | Dinamo Vilnius               | 14 | 7 | 7 | 0 | 0 | 21 | 3  | +18 |
|  | 10.  | ASK Kaunas                   | 9  | 7 | 3 | 3 | 1 | 22 | 11 | +11 |
|  | 11.  | Žalgiris Ukmergė             | 9  | 7 | 4 | 1 | 2 | 15 | 12 | +3  |
|  | 12.  | Spartak-2 Vilnius            | 9  | 7 | 4 | 1 | 2 | 7  | 11 | -4  |
|  | 13.  | Cukraus fabrikas Marijampolė | 7  | 7 | 3 | 1 | 3 | 9  | 9  | +0  |
|  | 14.  | Spartakas Plungė             | 3  | 7 | 1 | 1 | 5 | 9  | 17 | -8  |
|  | 15.  | Spartakas Kaunas             | 3  | 7 | 1 | 1 | 5 | 5  | 15 | -10 |
|  | 16.  | Žalgiris Tauragė             | 2  | 7 | 1 | 0 | 6 | 2  | 12 | -10 |